# Église Saint-Gorgon de Hoegaarden
L'église Saint-Gorgon (Sint-Gorgoniuskerk en néerlandais) est une église de style rococo (style Louis XV) située sur le territoire de la commune belge de Hoegaarden, en Brabant flamand.
L'église, qui est à la fois la plus grande église rococo de Belgique et « l'un des rares édifices religieux de ce style dans les Pays-Bas », date de la moitié du XVIIIe siècle, le siècle d'or du village, qui était alors très riche grâce à l'industrie de la bière.
Elle abritait également un chapitre de chanoines.

## Localisation
L'église se dresse sur une hauteur dominant le paysage,, à l'angle de la place Communale (Gemeenteplein) et de la rue du Presbytère (Pastorijstraat), face à la Walestraat.

## Historique
L'église se dresse sur un site où un premier sanctuaire consacré à Saint-Gorgon fut fondé probablement durant la deuxième moitié du VIIIe siècle, suivi d'une collégiale érigée vers l'an mil par la comtesse Alpaïde (ou Alpeïdis) qui régnait sur Hoegaarden à la fin du Xe siècle.
L'ancienne collégiale romane brûle en 1724 et est remplacée par l'église actuelle construite de 1754 à 1759,,, en style rococo par le louvaniste Jacques Antoine Hustin,, pour le compte du seigneur du lieu Henri Sweerts, comme l'indique le chronogramme gravé dans le grand cartouche qui orne la façade occidentale de la tour :
fUnDi saXUM posUIt henrICUs sWeertIUs paroChUs
La nouvelle église est consacrée le 8 septembre 1759.

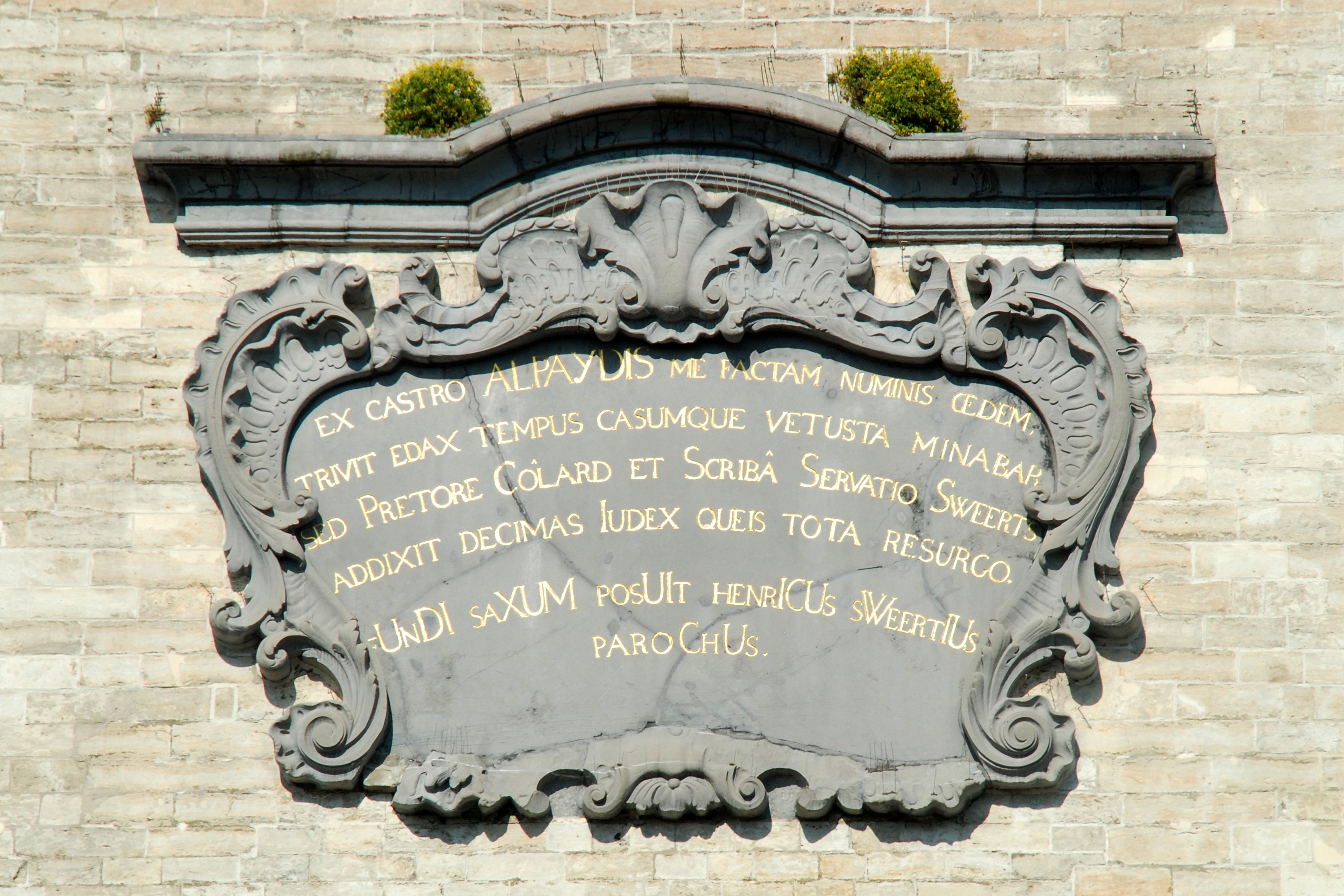
Le cartouche sur la tour.

## Statut patrimonial
L'église fait l'objet d'un classement au titre des monuments historiques depuis le 25 mars 1938 sous la référence 1255 et figure à l'inventaire du patrimoine immobilier de la Région flamande sous la référence 43489.

## Architecture

### Plan et structure
L'église Saint-Gorgon de Hoegaarden est édifiée intégralement en style rococo sur un plan basilical avec trois nefs divisés en six travées,,.

### Architecture extérieure

#### Tour et clocher
À l'ouest, l'église présente une belle tour édifiée entièrement en pierre de Gobertange, assemblée en petit appareil.
La tour comporte un soubassement et quatre registres séparés l'un de l'autre par un cordon de pierre mouluré. Les deux premiers registres sont percés sur la face occidentale d'une grande fenêtre de style classique à crossettes, arc surbaissé et larmier. Le troisième registre est percé sur chaque face de baies campanaires à arc en plein cintre, dotées d'abat-sons.
Sous la fenêtre du second registre, la tour porte un grand cartouche en pierre bleue à l'abondante décoration de style rococo (Louis XV) affichant le texte latin ci-dessous ainsi que le chronogramme évoqué plus haut,.
Ex Castro Alpaydis Me Factam Numinis Œdem
Trivit Edax Tempus Casumque Vetusta Minabar
Sed Pretore Colard Et Scriba Servatio Sweerts
Addixit Decimas Iudex Queis Tota Resurgo
Le quatrième et dernier registre, nettement plus petit que les registres inférieurs, porte une horloge sur chaque face et est surmonté d'un élégant clocher à bulbe couvert d'ardoises,,.

La tour et le clocher
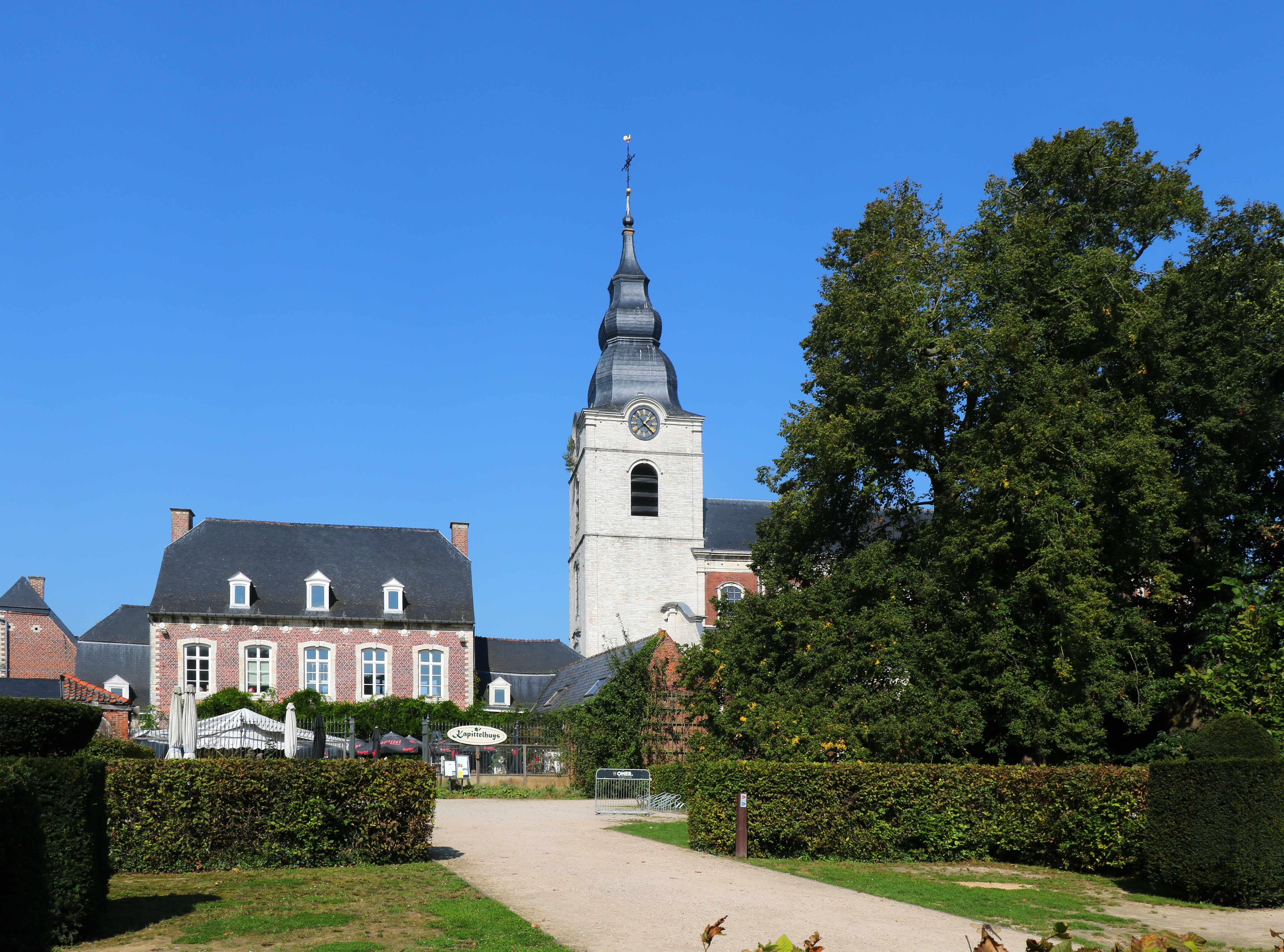
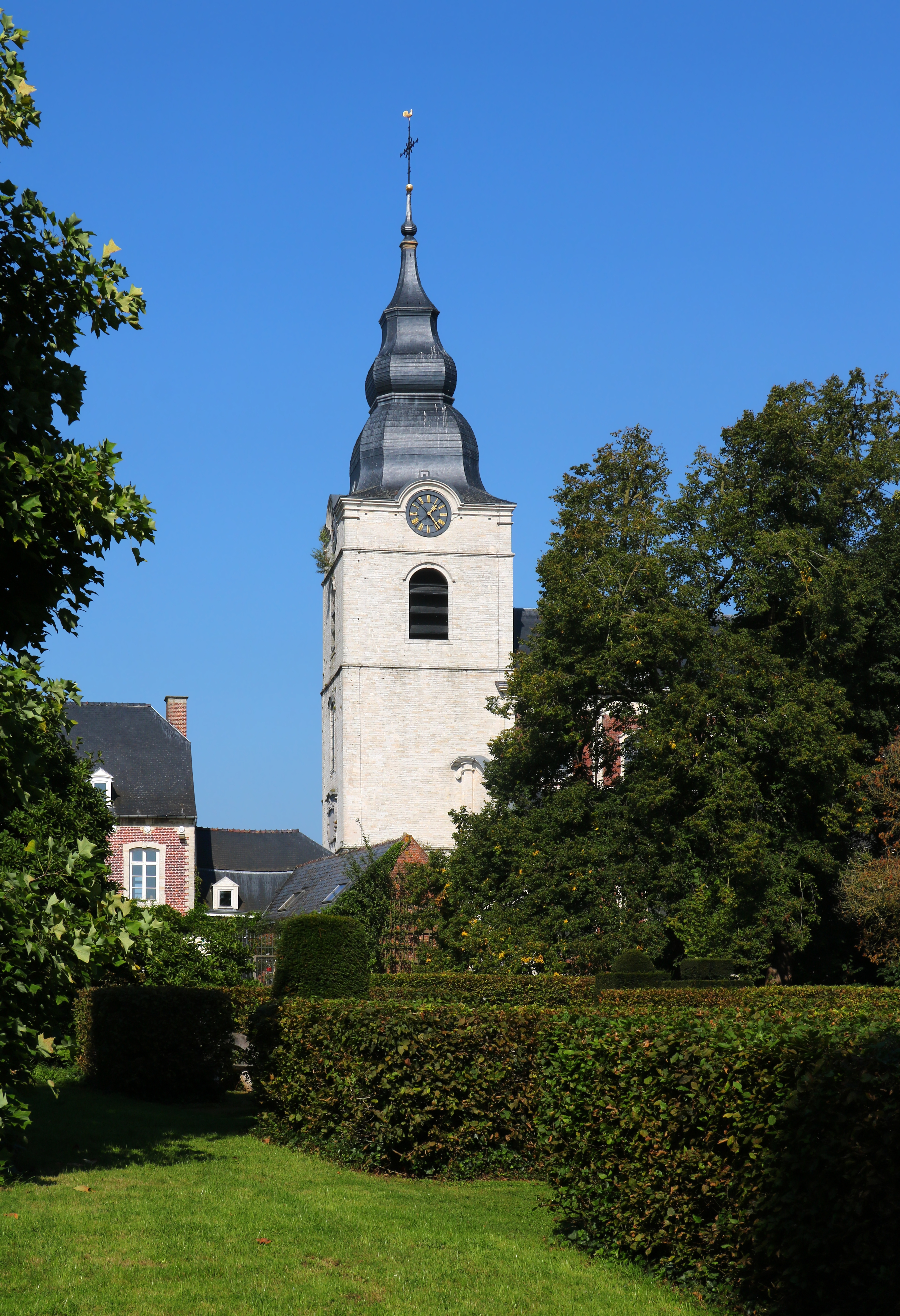
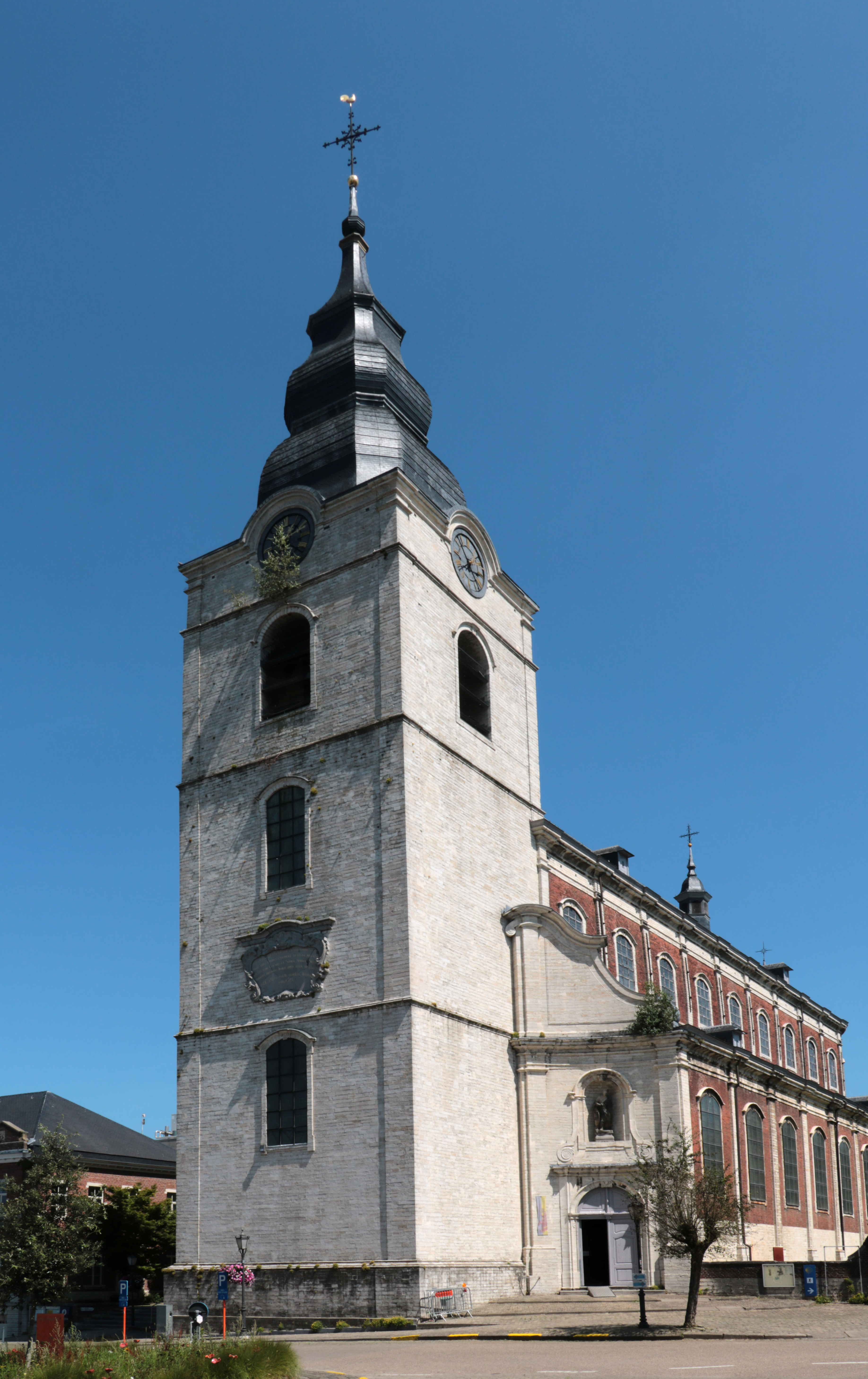
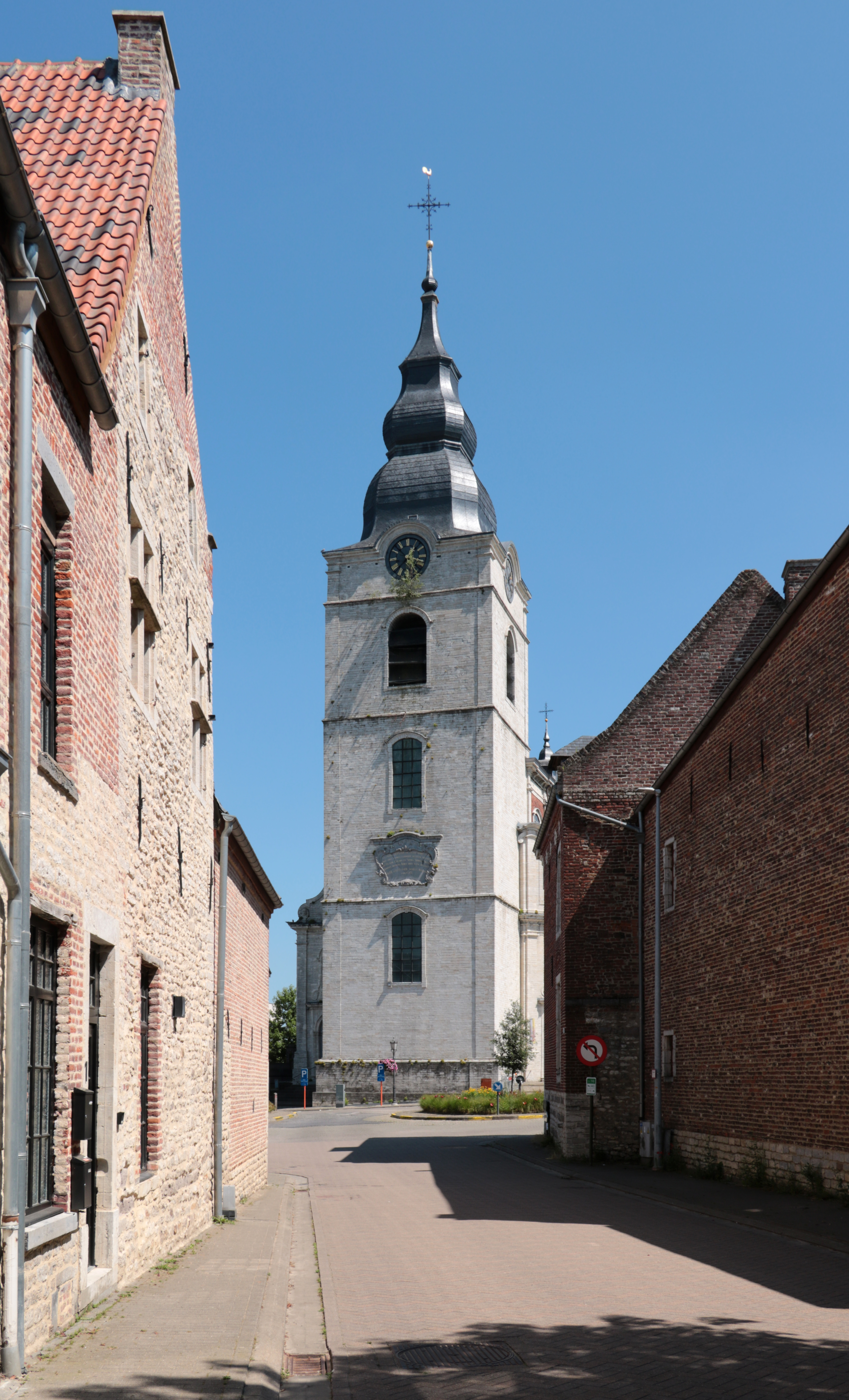
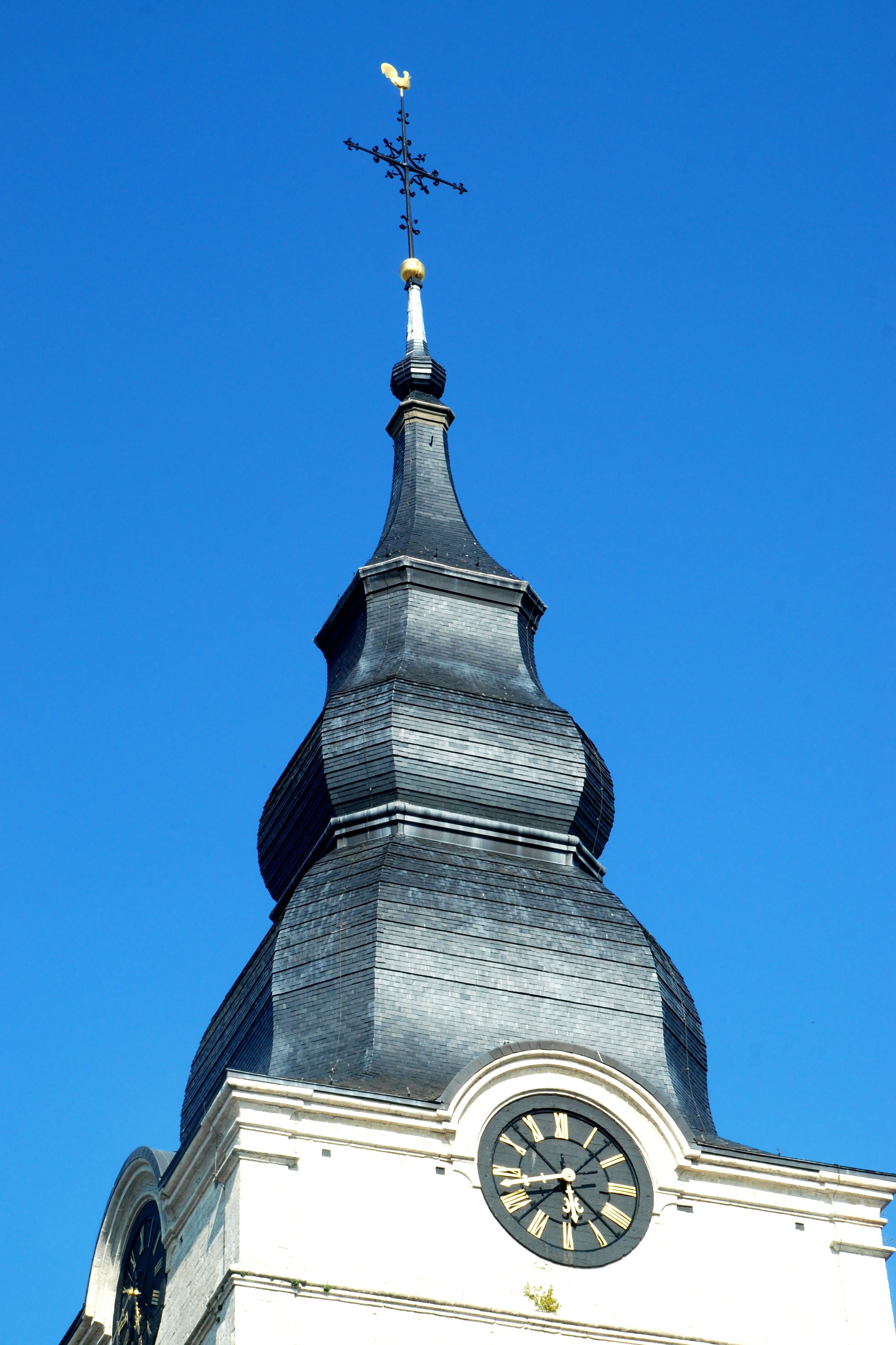
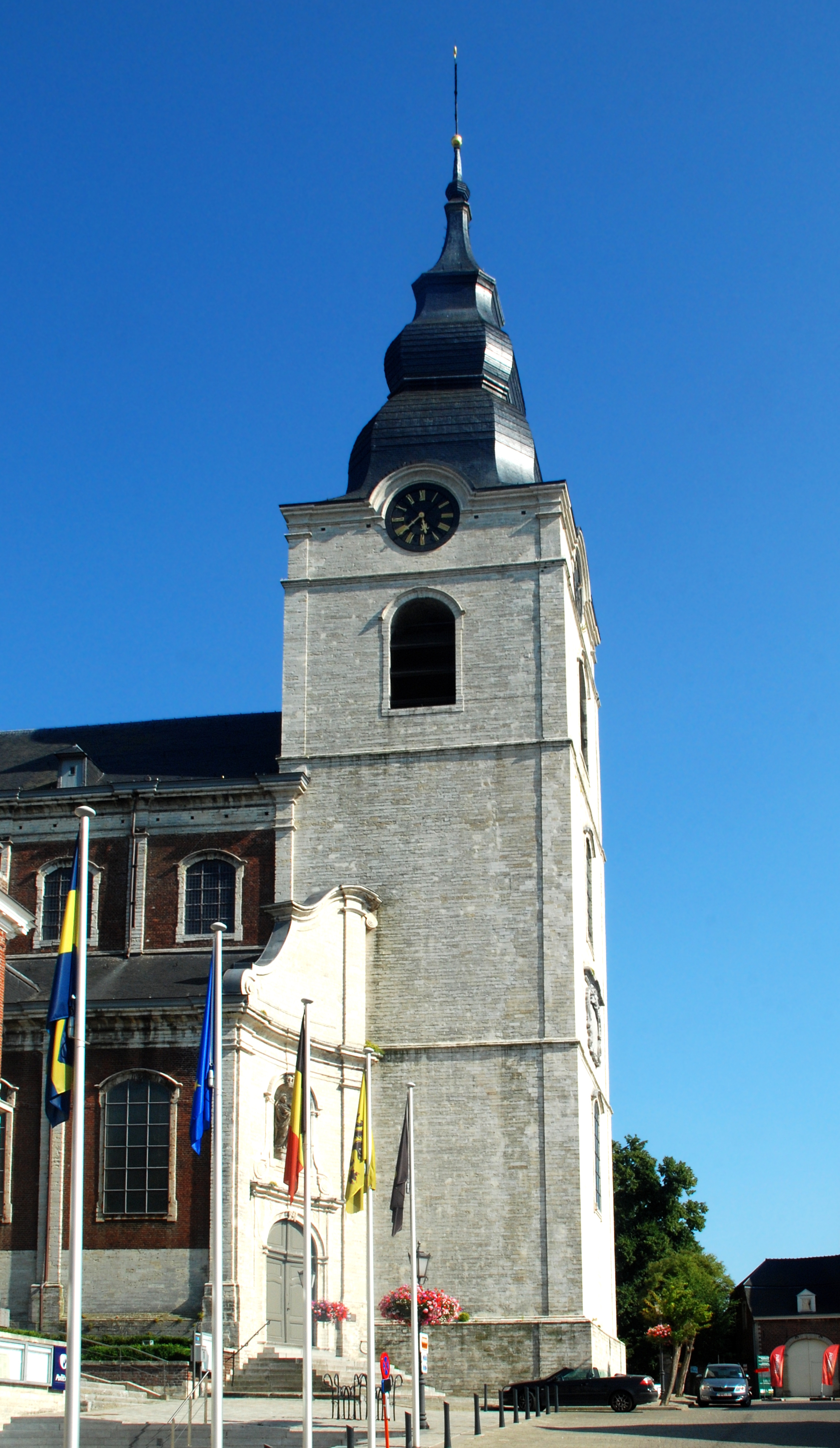

#### Portails latéraux
La tour est flanquée de deux portails latéraux de style classique à tendance baroque, disposés de biais,, et édifiés en pierre de Gobertange comme la tour,.
Chaque portail est composé d'une porte d'allure classique dont les piédroits, sculptés d'un élégant motif de feuillages placé juste sous l'imposte, se prolongent par des pilastres qui semblent passer derrière l'arc en plein cintre pour épauler les pilastres extérieurs du portail et soutenir, avec eux, un entablement qui supporte une large niche cantonnée de volutes et ornée d'une statue, de la Vierge à l'enfant au portail de gauche et de saint Gorgon (ou saint Martin ?) au portail de droite,,,.
Chacun de ces portails est surmonté d'un demi fronton orné de volutes baroques faisant écho à celles des niches.

Portail latéral gauche
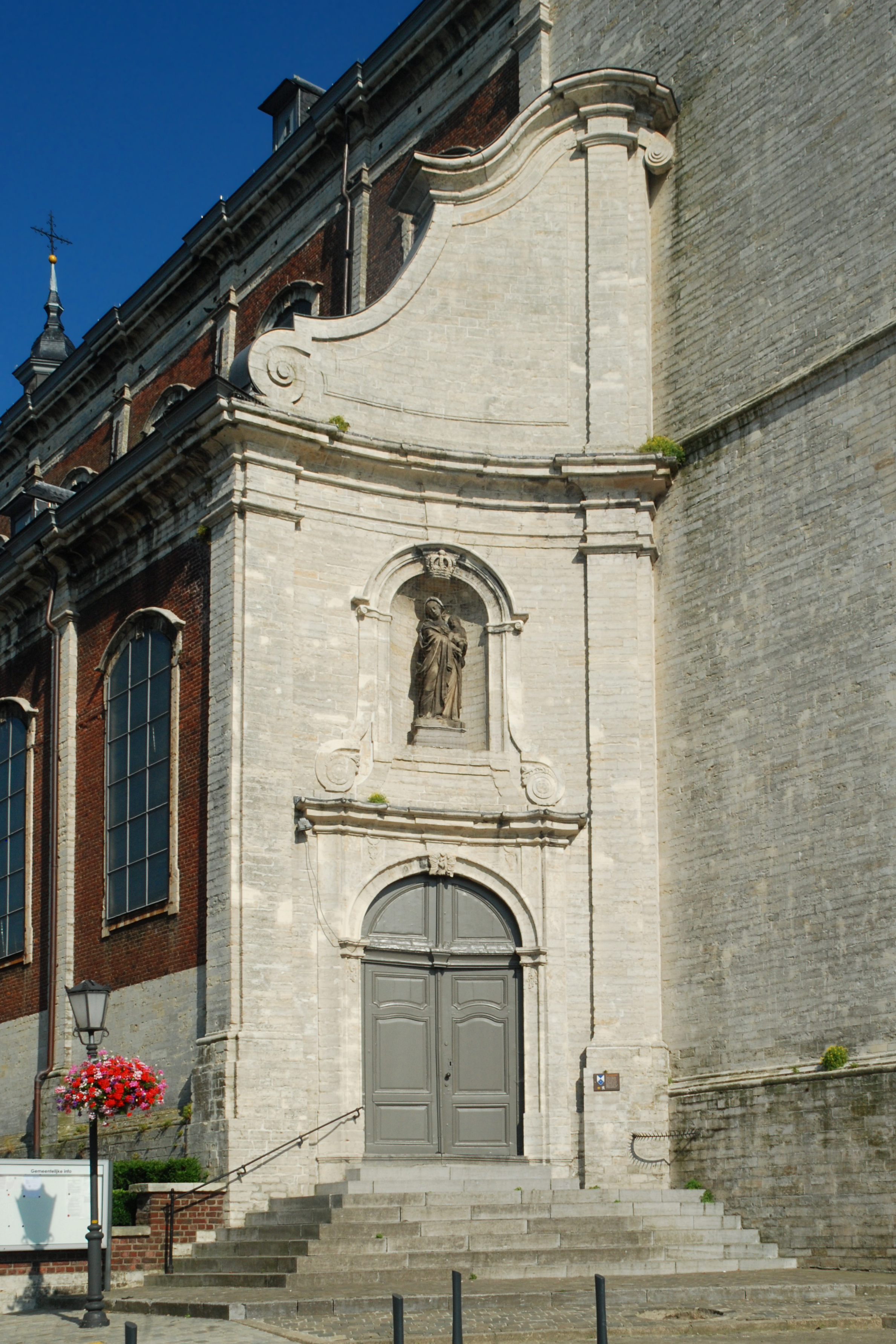
Portail gauche.
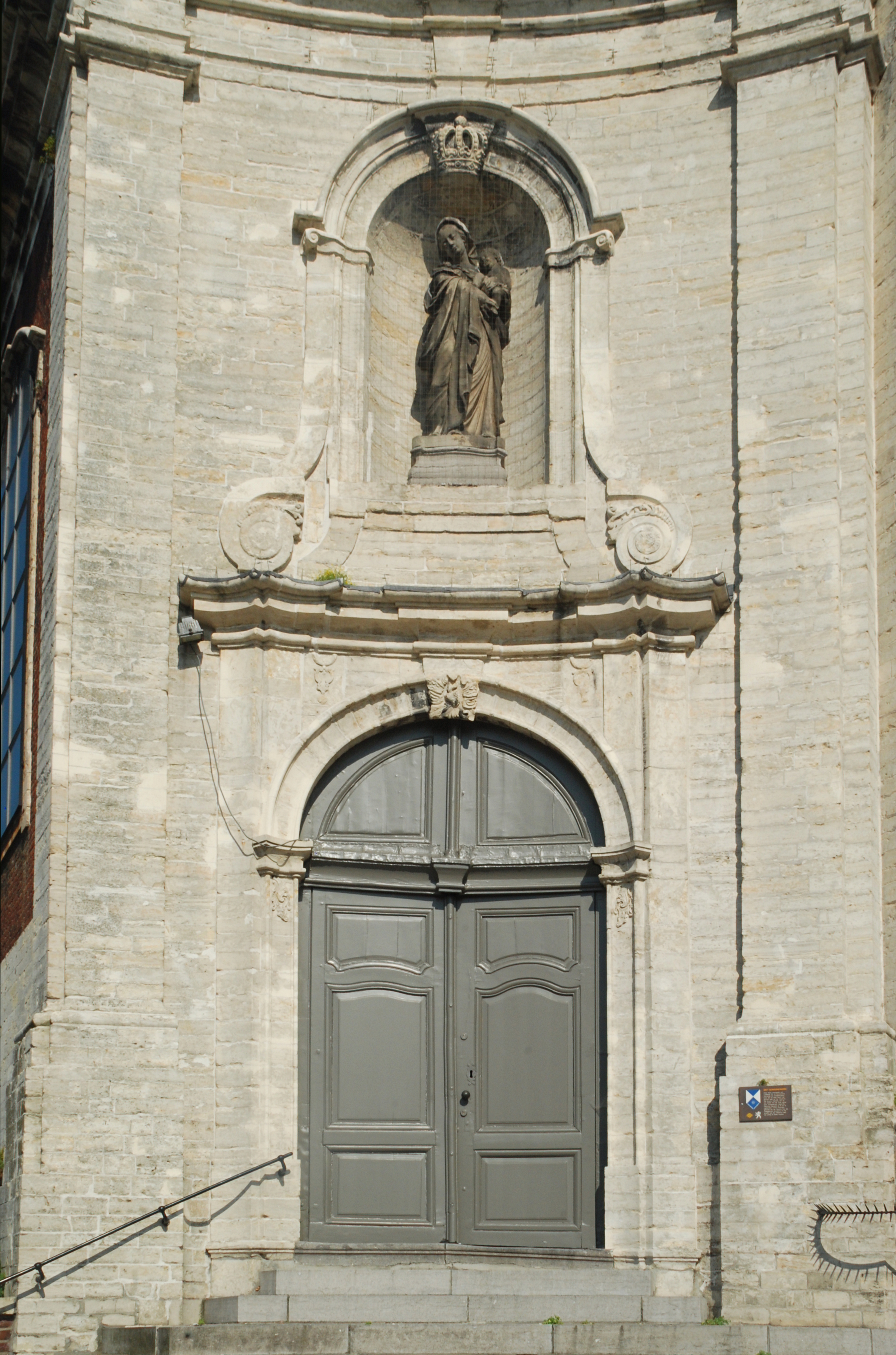
Porte et niche.
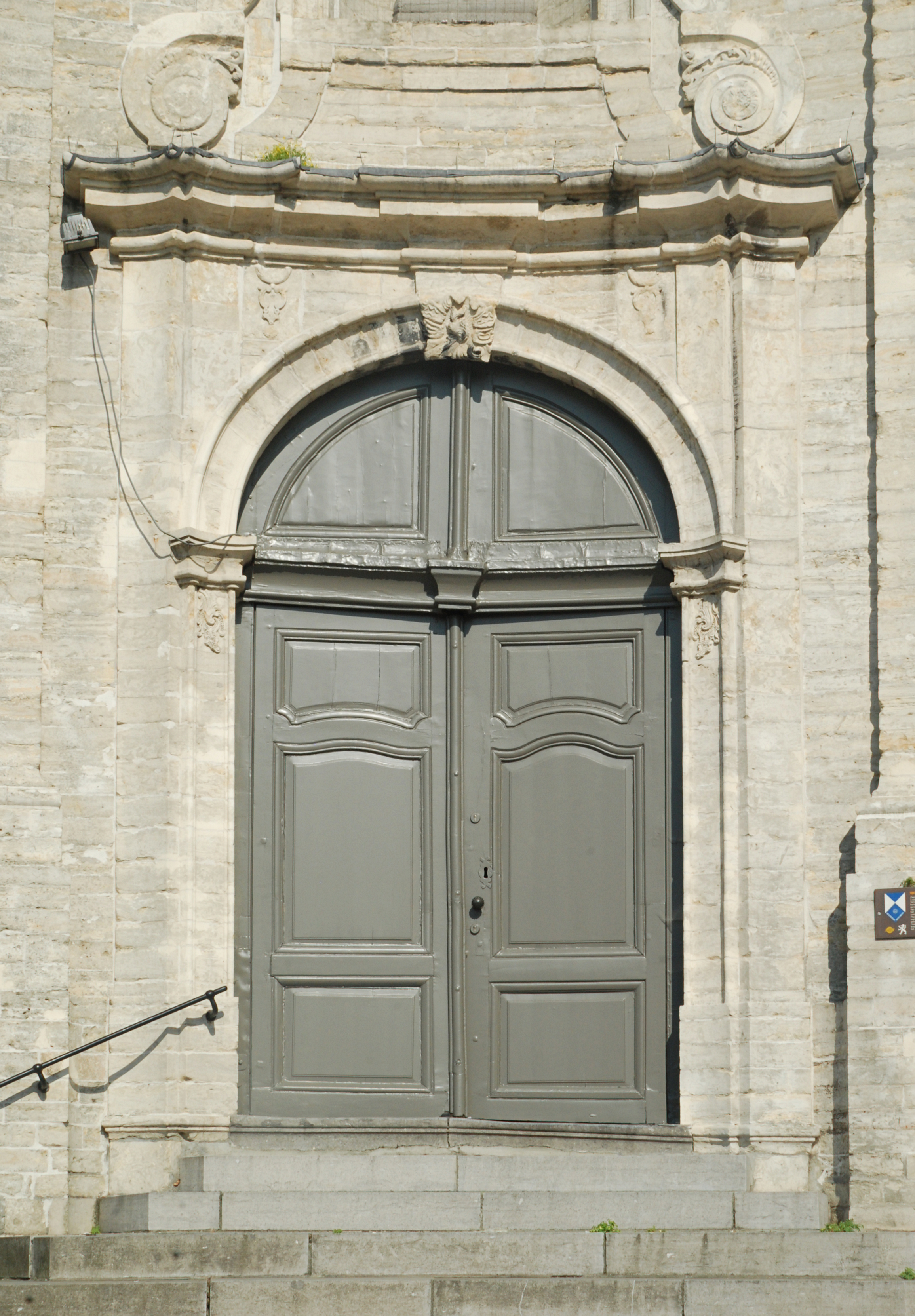
Porte.
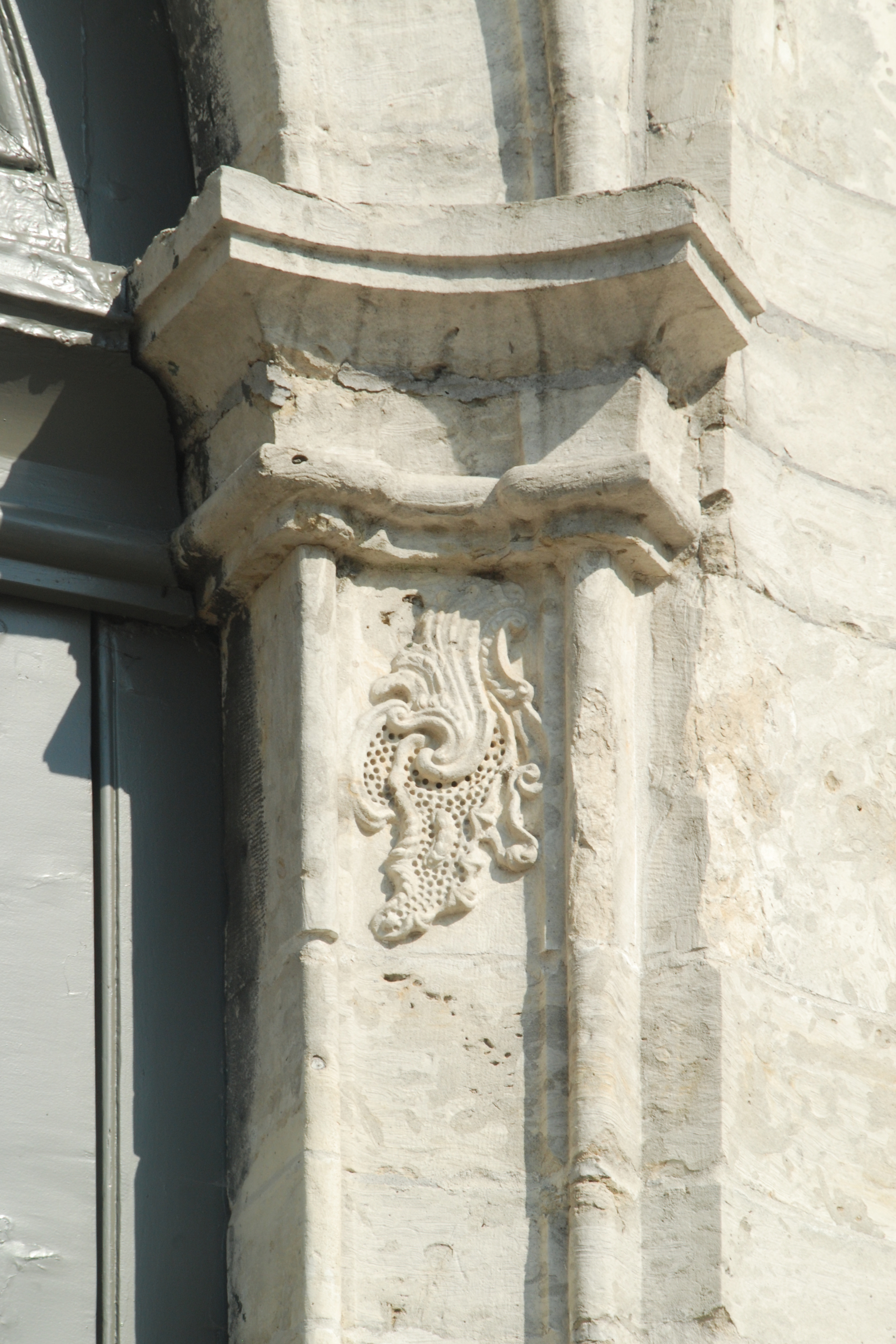
Pied-droit et imposte.

#### Façades latérales et chevet
Derrière ces portails se développent les façades latérales, faites de briques rouges sur un soubassement de pierre calcaire. Les huit travées, séparées par de hauts pilastres classiques en grès, sont percées chacune d'une haute fenêtre de style classique à encadrement de grès à crossettes, arc surbaissé et clé d'arc peu saillante,,.
À l'est, l'édifice se termine par un imposant chevet semi-circulaire,, fait de briques rouges sur un soubassement de pierre calcaire comme les façades latérales. Ce chevet présente trois registres. Le premier et le troisième registre sont percés de fenêtres semblables à celles des façades latérales, mais la fenêtre axiale du niveau inférieur, placée derrière le maître-autel, est aveugle.

Façades latérales et chevet
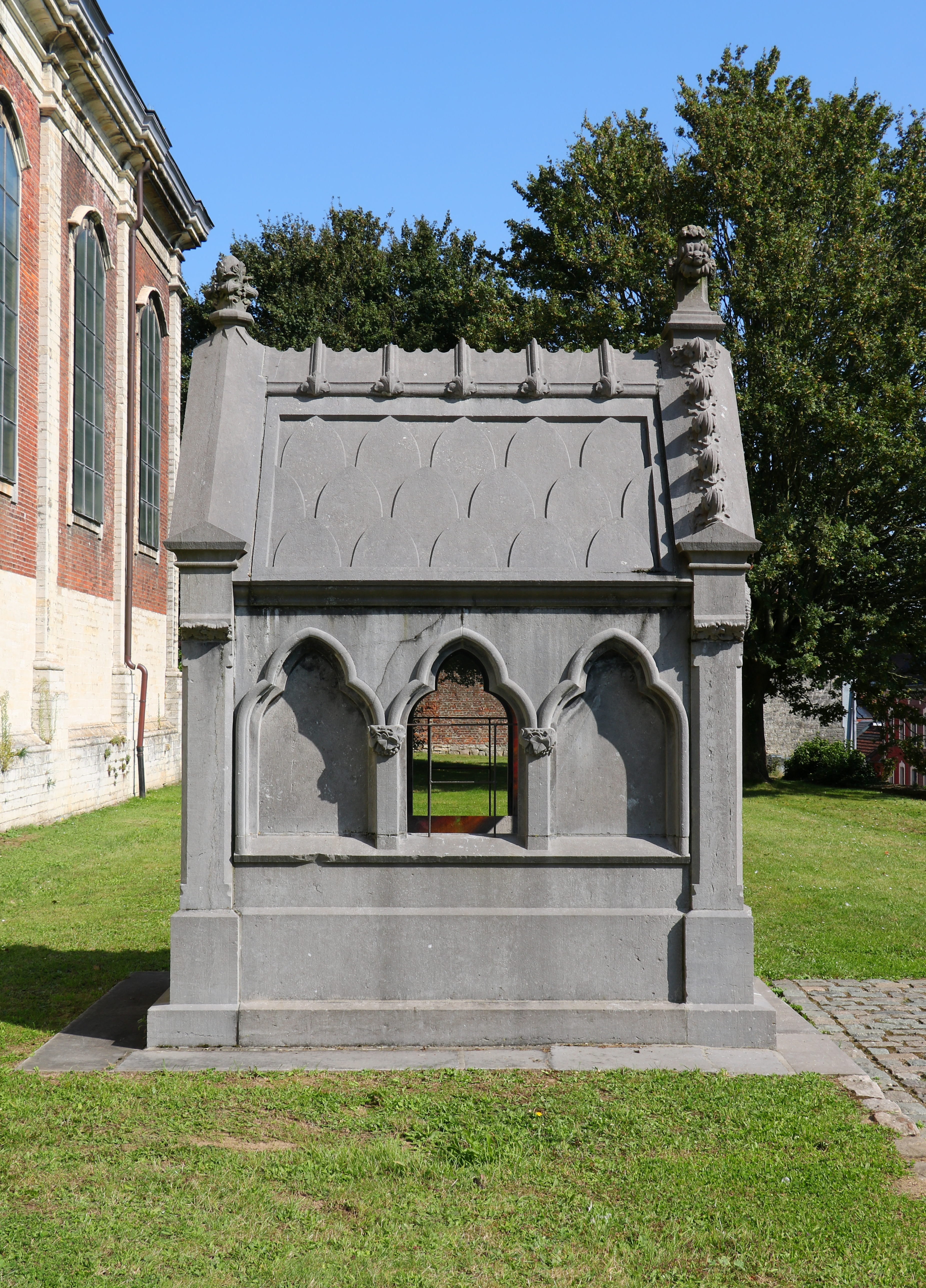
Chapelle funéraire.
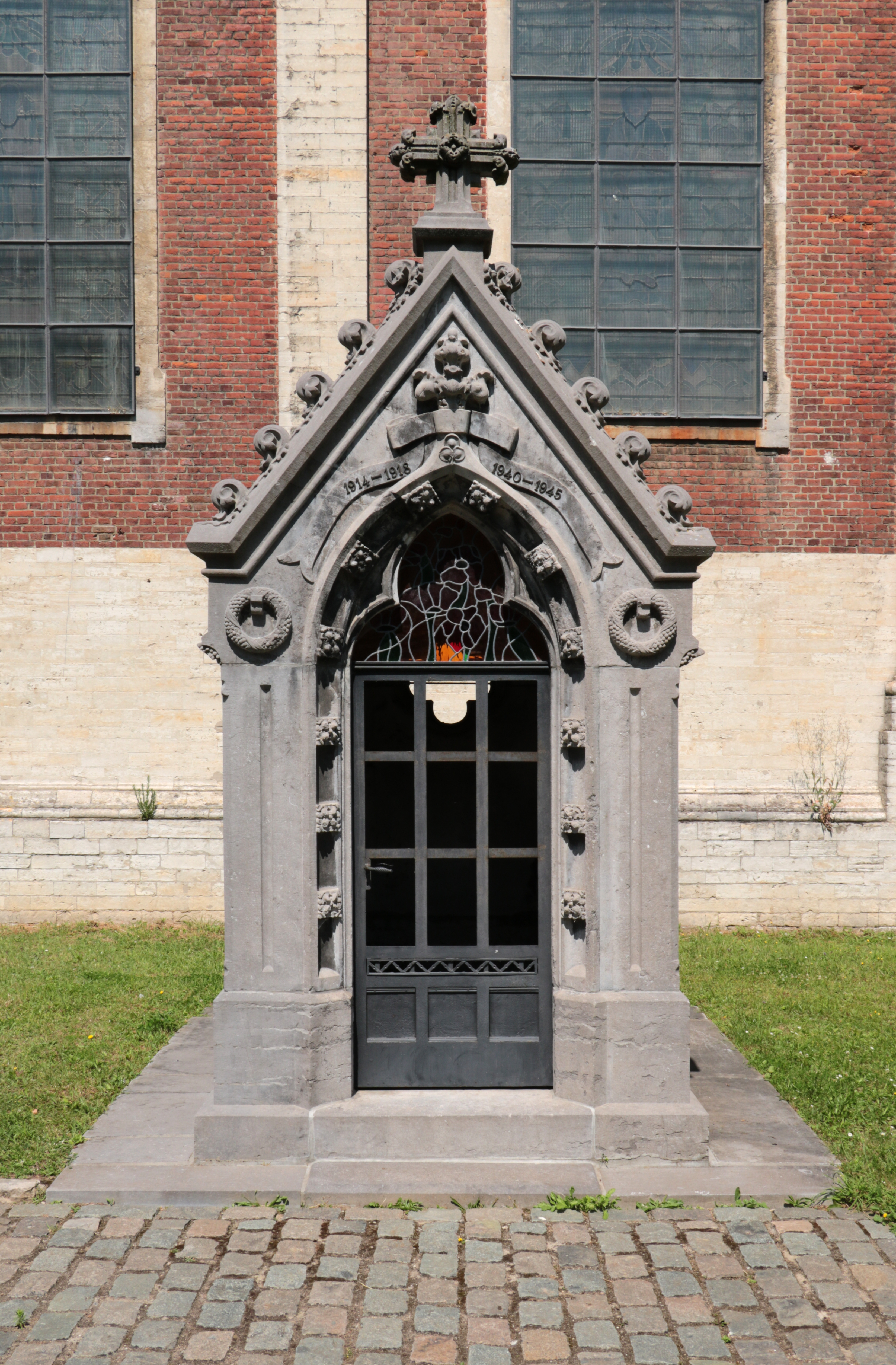
Chapelle funéraire.
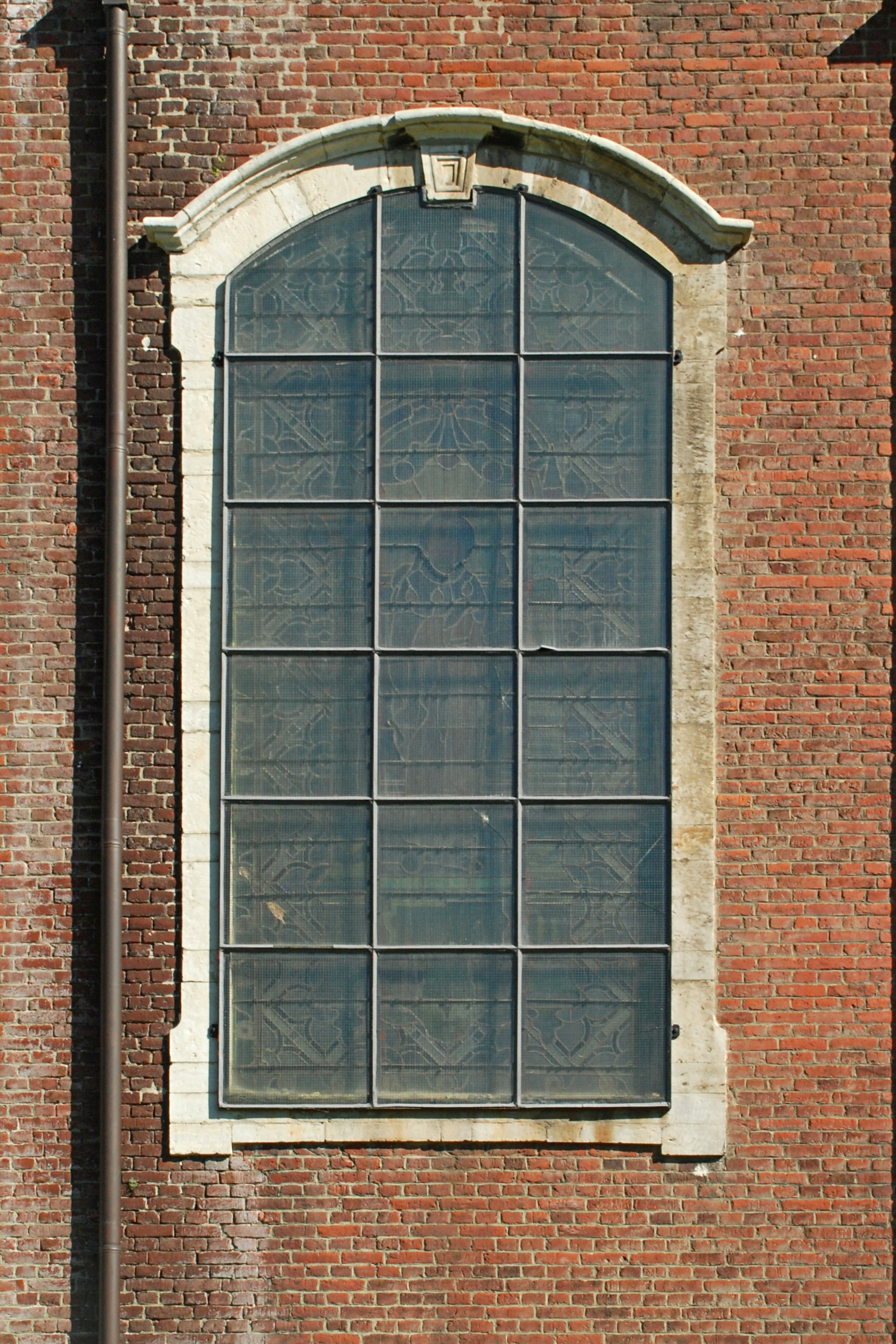
Fenêtre de la façade sud.
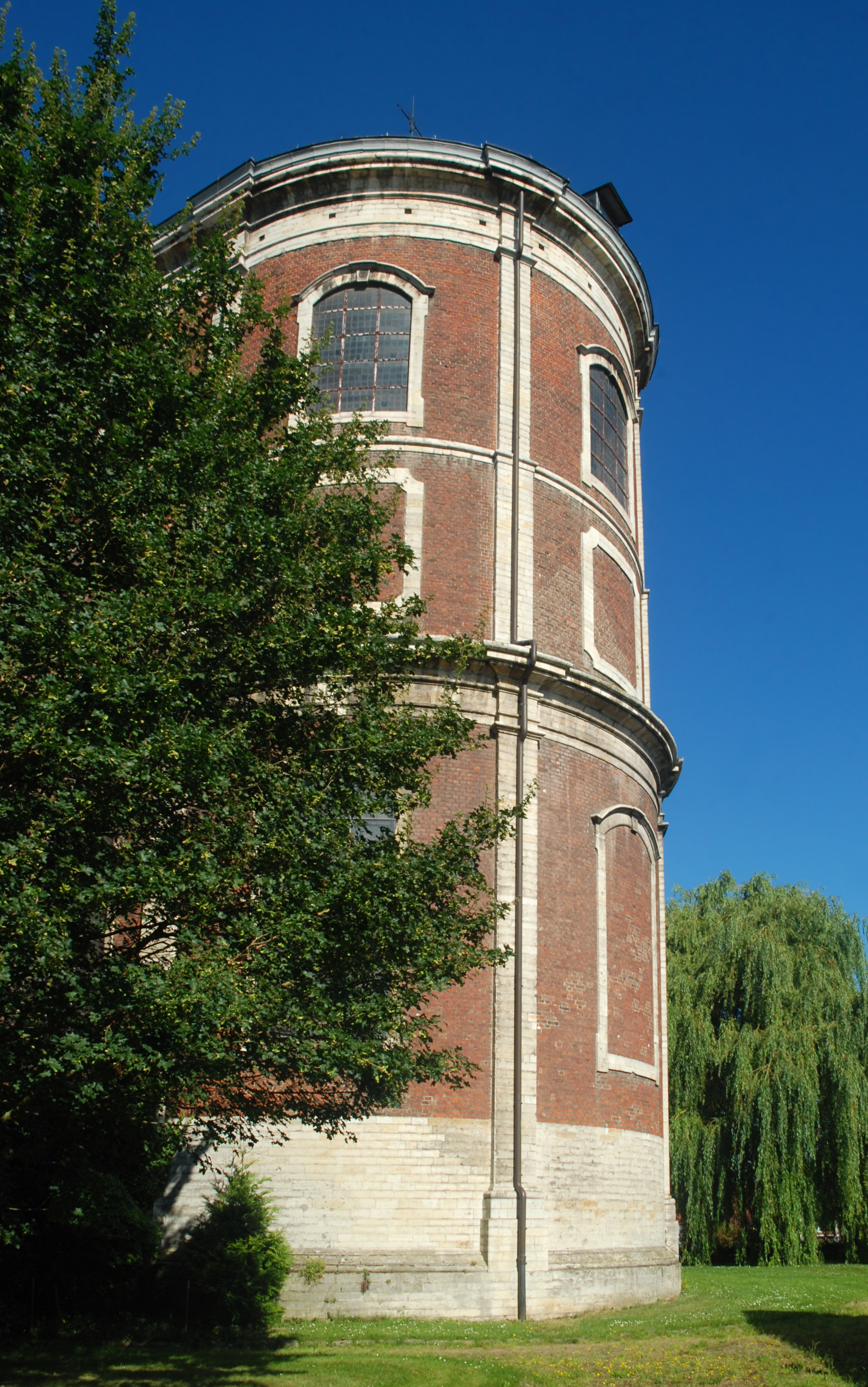
Chevet.
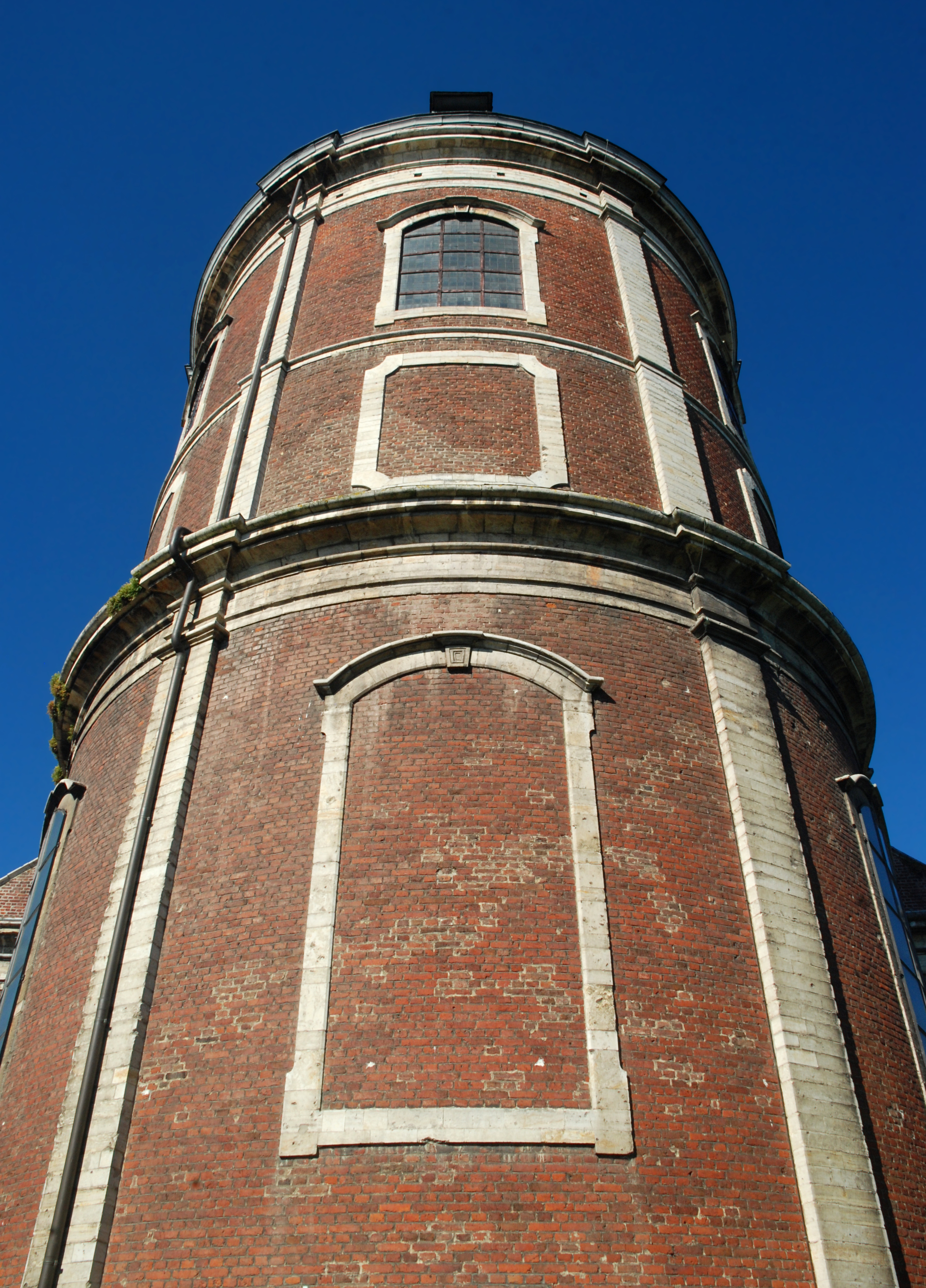
Contre-plongée.
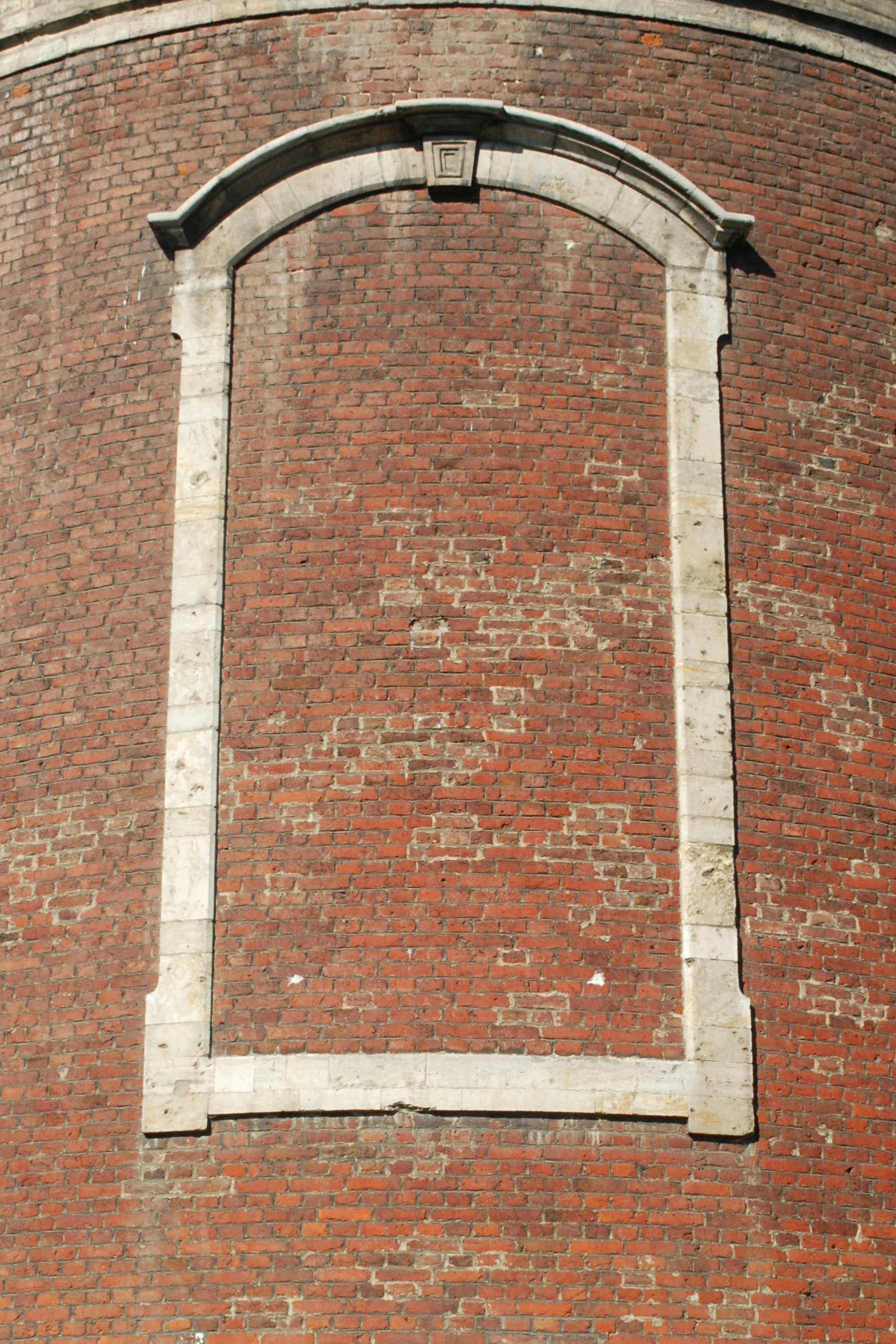
Fenêtre axiale du chevet.

### Architecture intérieure
L'intérieur, majestueux et lumineux, présente une décoration rococo riche mais sans excès.
Les stucs jaunes et blancs de style Louis XV ornent les piliers, les chapiteaux, les arcs, les cartouches des murs de la nef, les arcs-doubleaux ainsi que la voûte en berceau,.
Les piliers portent des chapiteaux d'ordre composite ornés de têtes de putti (angelots ailés) baroques,,.

Intérieur rococo
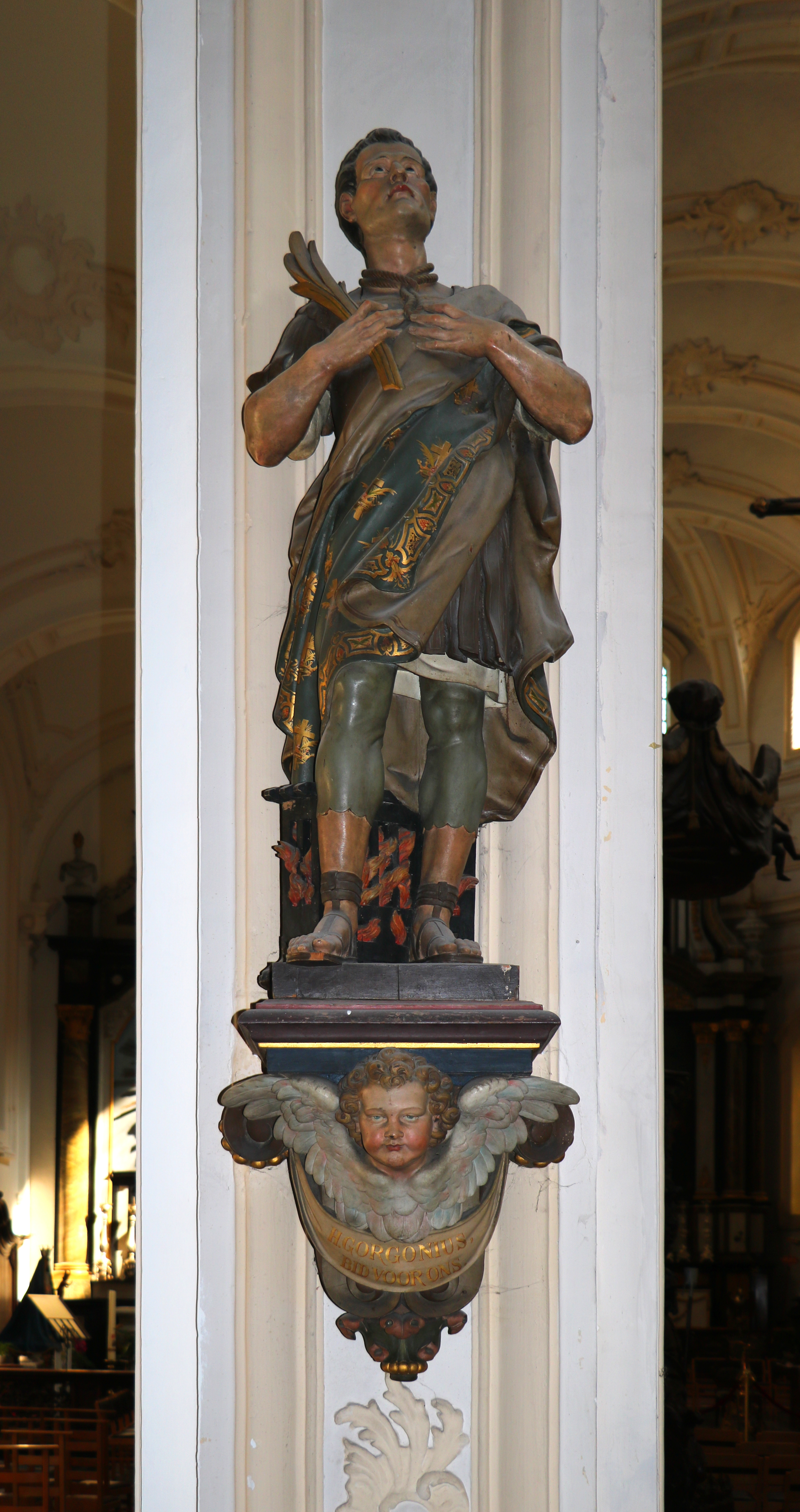
Statue de Saint-Gorgon.
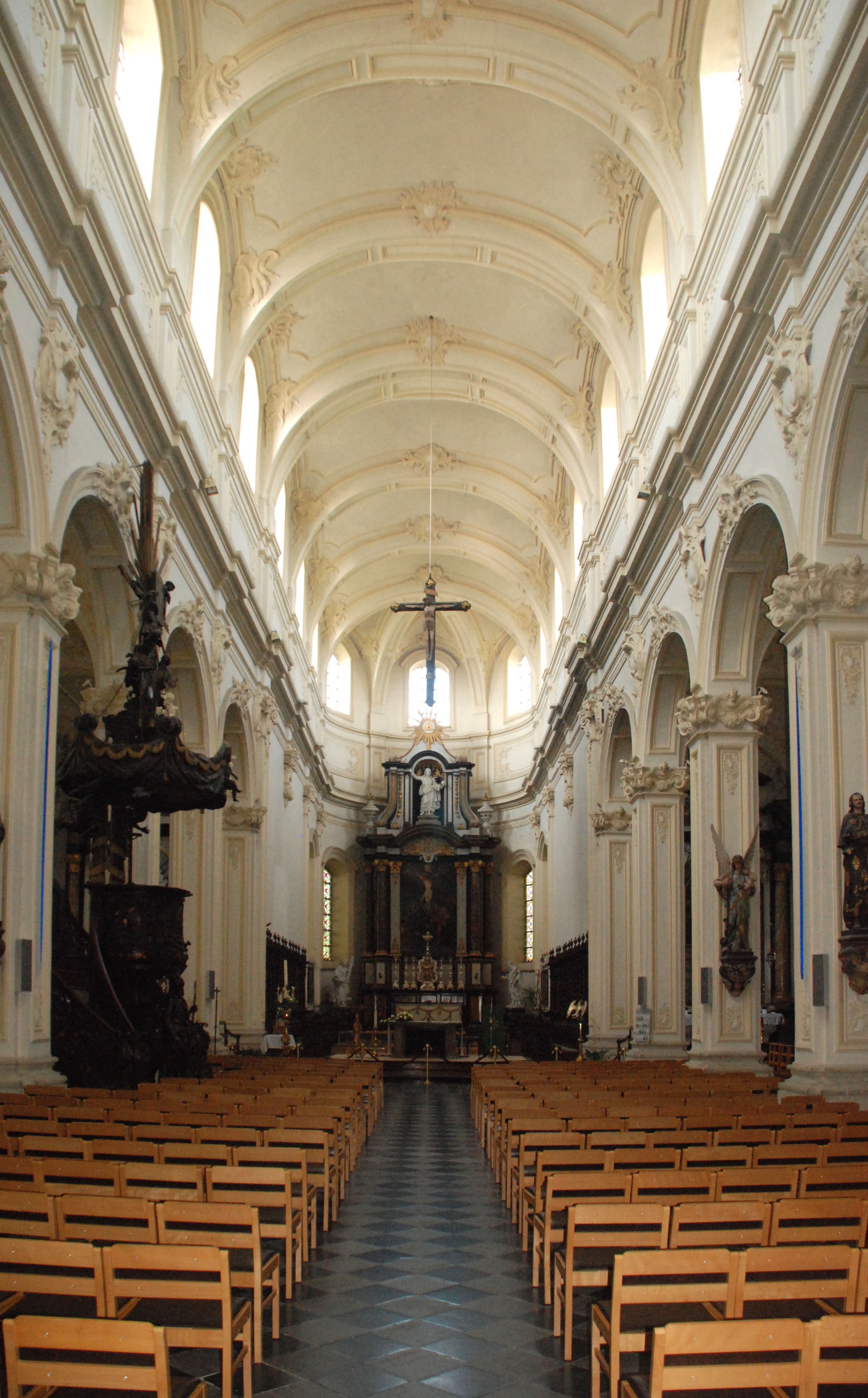
Nef centrale.
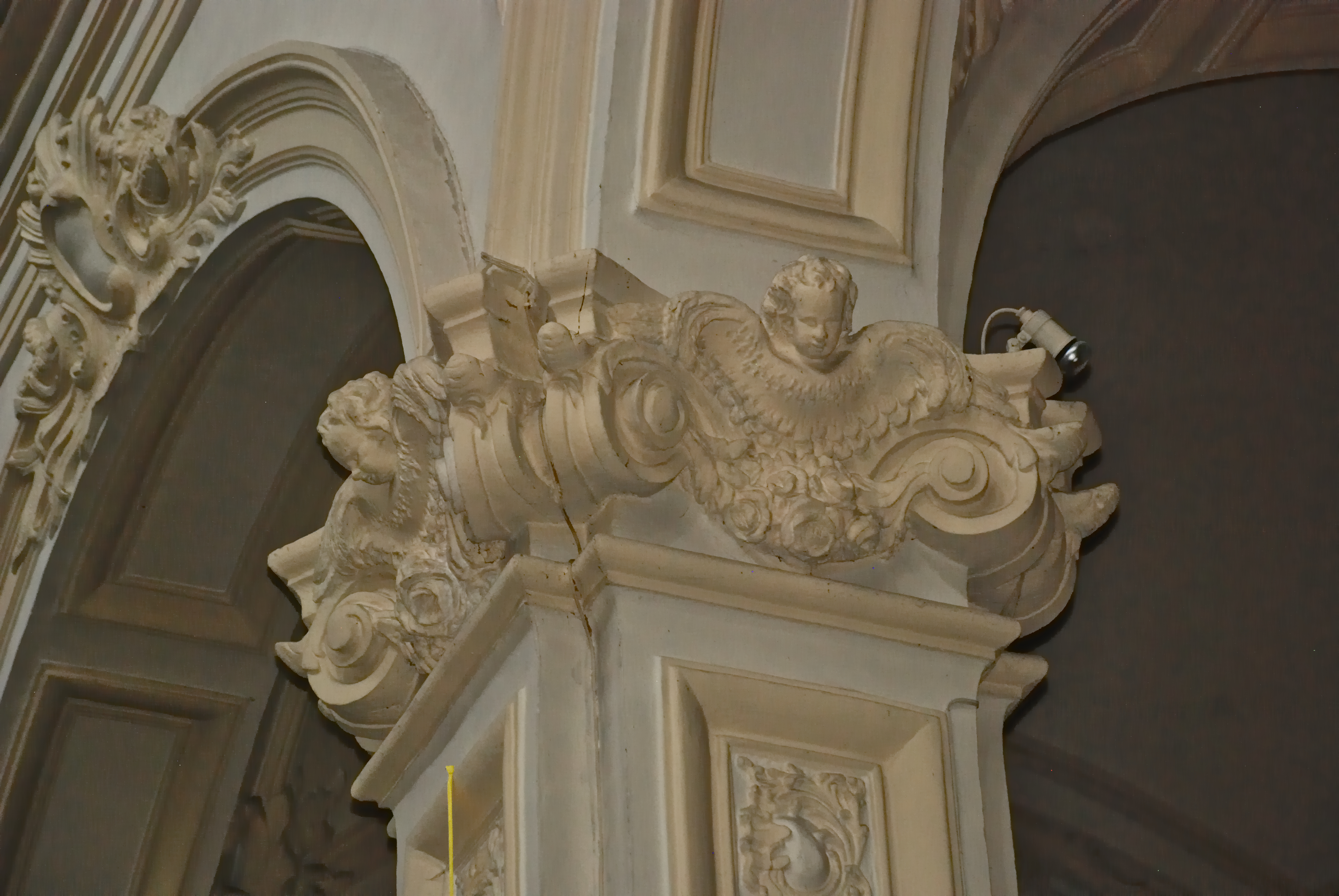
Chapiteau orné de putti.

## Mobilier
La sculpture qui orne la chaire de vérité et les confessionnaux est de la main du sculpteur J.N. Dupaix de Fleurus,.
Les stalles baroques qui ornent le chœur datent du XVIIe siècle et proviennent de l'abbaye d'Hélécine (Opheylissem),.
Sous la tour se trouve une cuve baptismale gothique en pierre bleue ornée de quatre têtes de pierre du XIIIe ou  XIVe siècle qui représentent les quatre points cardinaux,,,.
L'église abrite également un aigle-lutrin en cuivre commandé par Mathias Ingels le 5 octobre 1568 et réalisé par le louvaniste Jean II Veldener,,.

Chaire de vérité
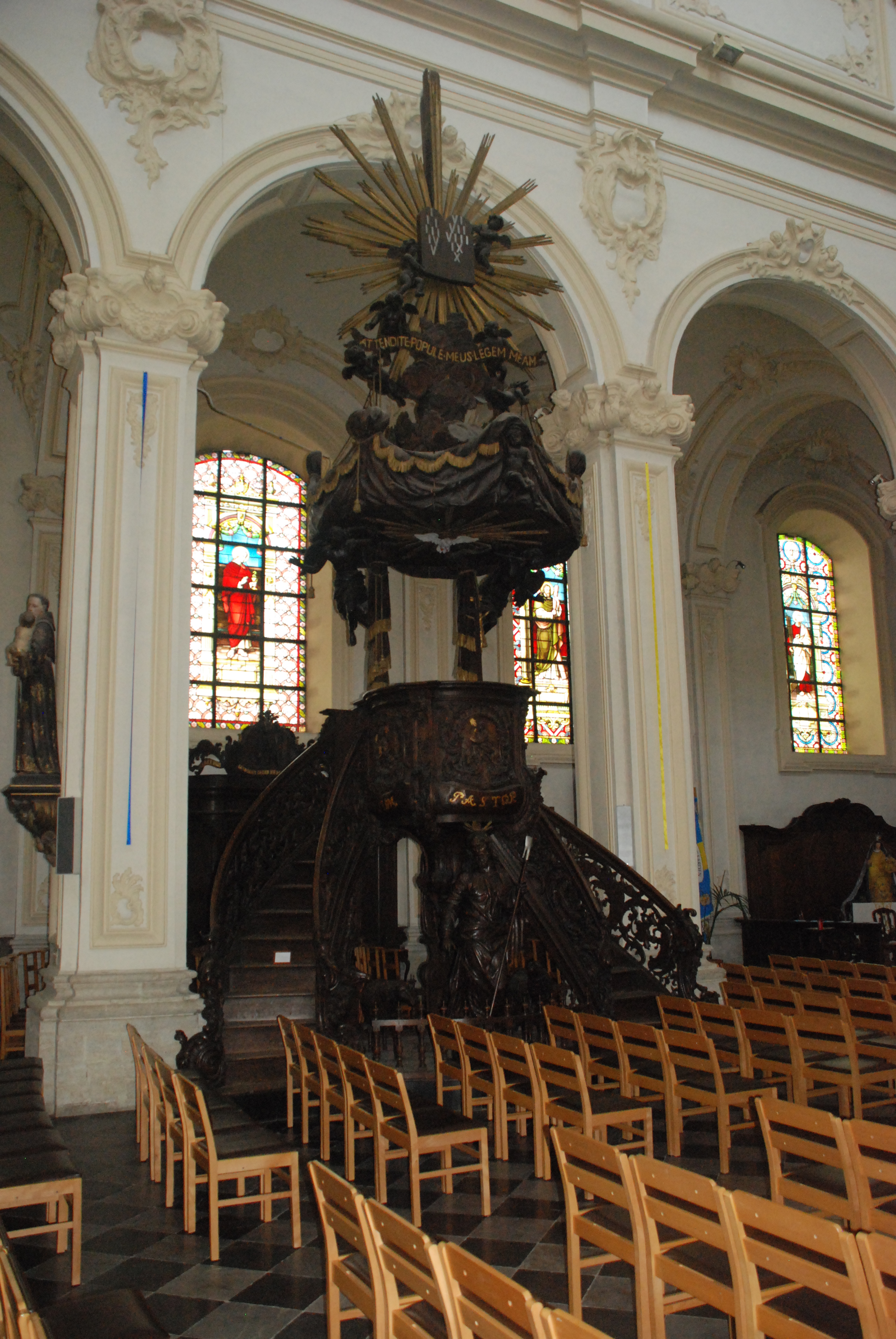
La chaire de vérité.
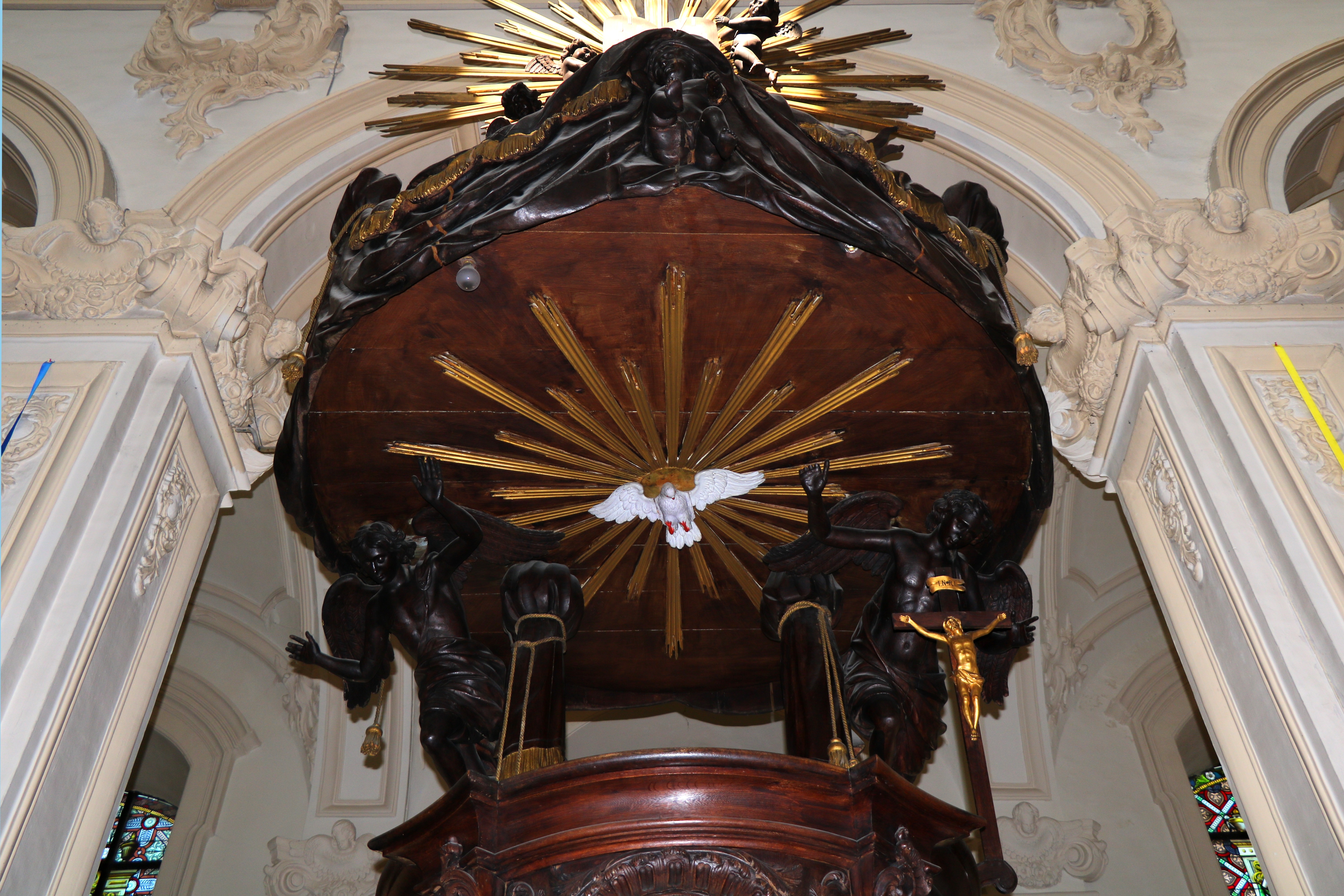
Le dais ou abat-voix de la chaire.
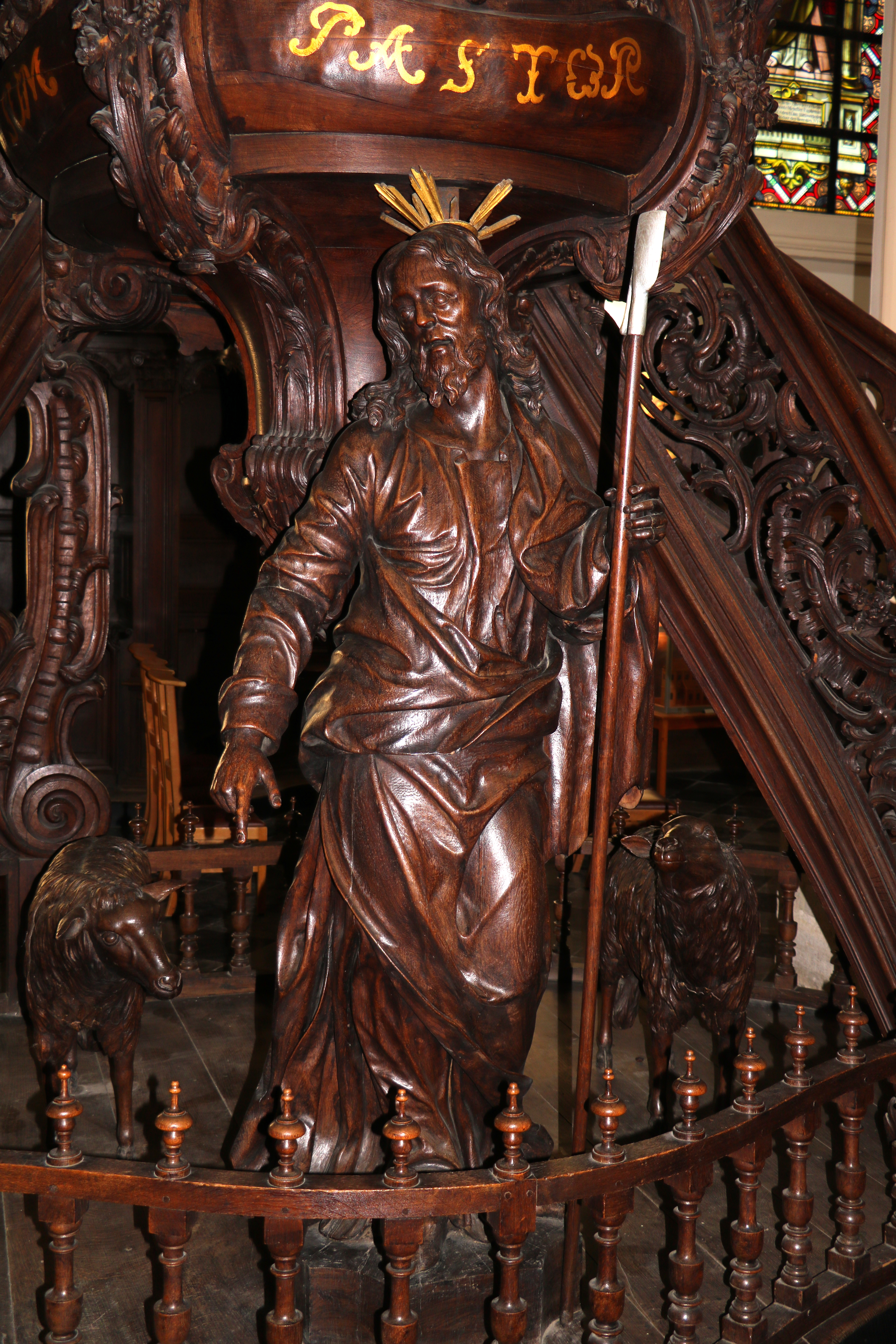
Le Bon Pasteur.
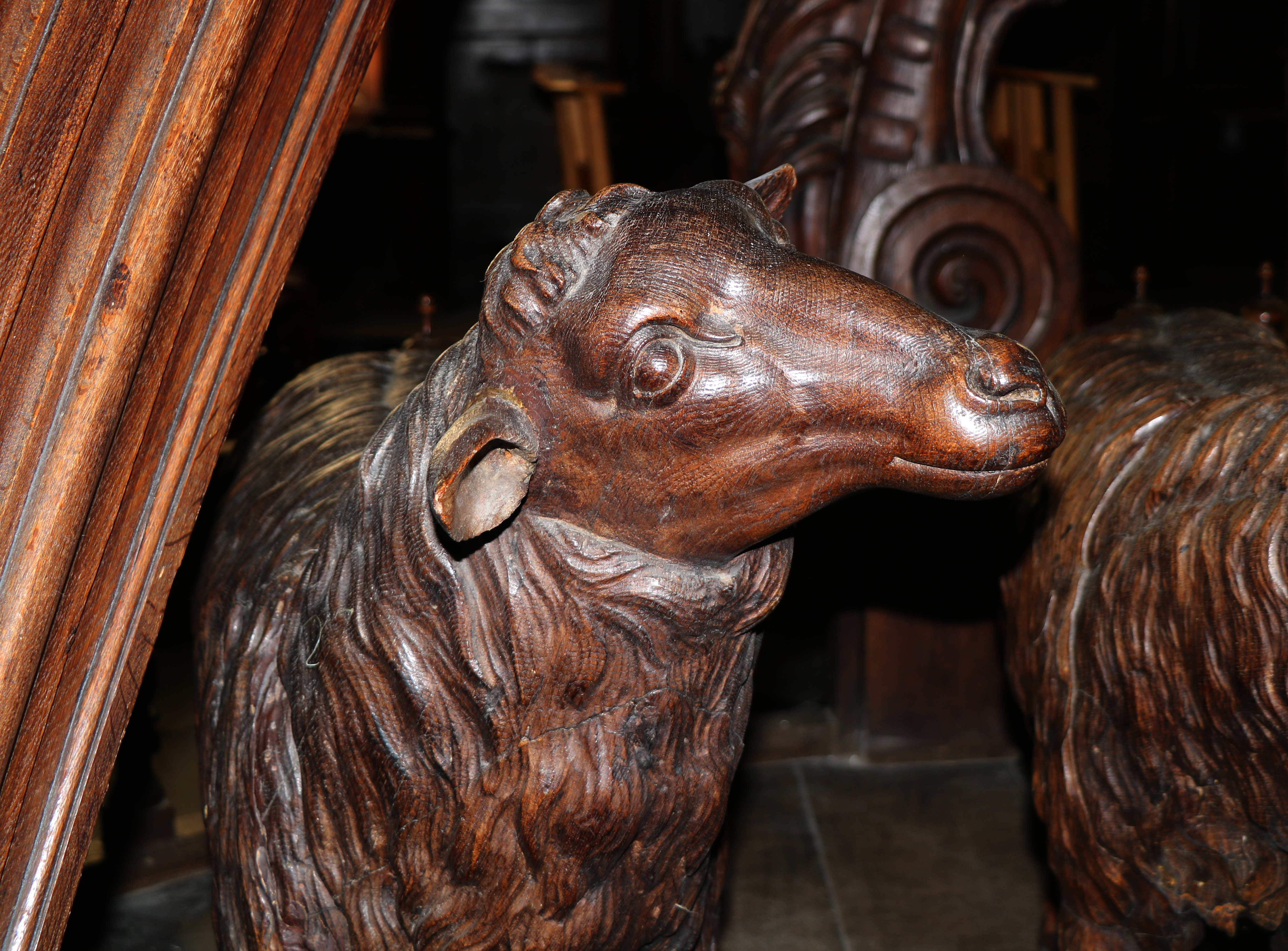
Un mouton du Bon Pasteur.